# KIC 8462852
KIC 8462852 (gwiazda Boyajian) – jedna z gwiazd w konstelacji Łabędzia. Jest to żółto-biały karzeł typu widmowego F, o promieniu około 1,7 raza większym od promienia Słońca i o masie 1,4 raza większej, u której zaobserwowano nietypowe, nieregularne i znaczne spadki jasności.

## Historia obserwacji
KIC 8462852 była obserwowana już w roku 1890. Gwiazda została wpisana do katalogów Tycho, 2MASS, UCAC4 oraz WISE (opublikowane zostały kolejno w latach 1997, 2003, 2009 i 2012).
Głównym źródłem danych na temat wahań jasności gwiazdy jest teleskop Kepler. Podczas swej pierwszej oraz przedłużonej misji od 2009 do 2013 regularnie monitorował krzywe światła ponad 100 000 gwiazd na obszarze nieba w rejonie gwiazdozbiorów Łabędzia i Lutni.

## Badania i nietypowość
O nietypowości KIC 8462852 naukowcy informowali już w 2011 roku. Jako powód dużych spadków jasności gwiazdy podali, że prawdopodobnie gwiazdę w ciasnej formacji okrąża chmura materii. W 2014 roku dziwne zachowanie gwiazdy zauważyła i zainteresowała nim szersze grono naukowców amerykańska astronom Tabetha Boyajian, dlatego obecna oficjalna nazwa KIC 8462852 to Gwiazda Boyajian, a nieoficjalna – Gwiazda Tabby.
We wrześniu 2015 roku naukowcy z Cornell University opublikowali wnioski z badań nietypowych wahań jasności gwiazdy, z danych zebranych przez Kosmiczny Teleskop Keplera, które sugerowały nieokresowe, sięgające 20% spadki jasności. Jako prawdopodobne wyjaśnienie takich wyników podali możliwość okrążania gwiazdy przez zbity obłok pyłu – pozostałości po kometach.
Po dalszych badaniach część naukowców, w tym Jason Wright – astronom z Pennsylvania State University, zasugerował kontrowersyjne rozwiązanie anomalii KIC 8462852. Według Wrighta za nieprawidłowości może odpowiadać rój sztucznie wytworzonych urządzeń do pozyskiwania energii z gwiazdy (coś na kształt zalążka sfery Dysona lub satelitów Dysona–Harropa, które mogą być przejawem występowania cywilizacji typu II w skali Kardaszewa). Wyjaśnienie to jest zgodne z sugerowanymi wcześniej przez członków projektu SETI postulatami, że najłatwiej będzie nam wykryć pozaziemskie cywilizacje, odnajdując ich technologiczne wielkie konstrukcje orbitujące gwiazdy.